# عقده سیندرلا

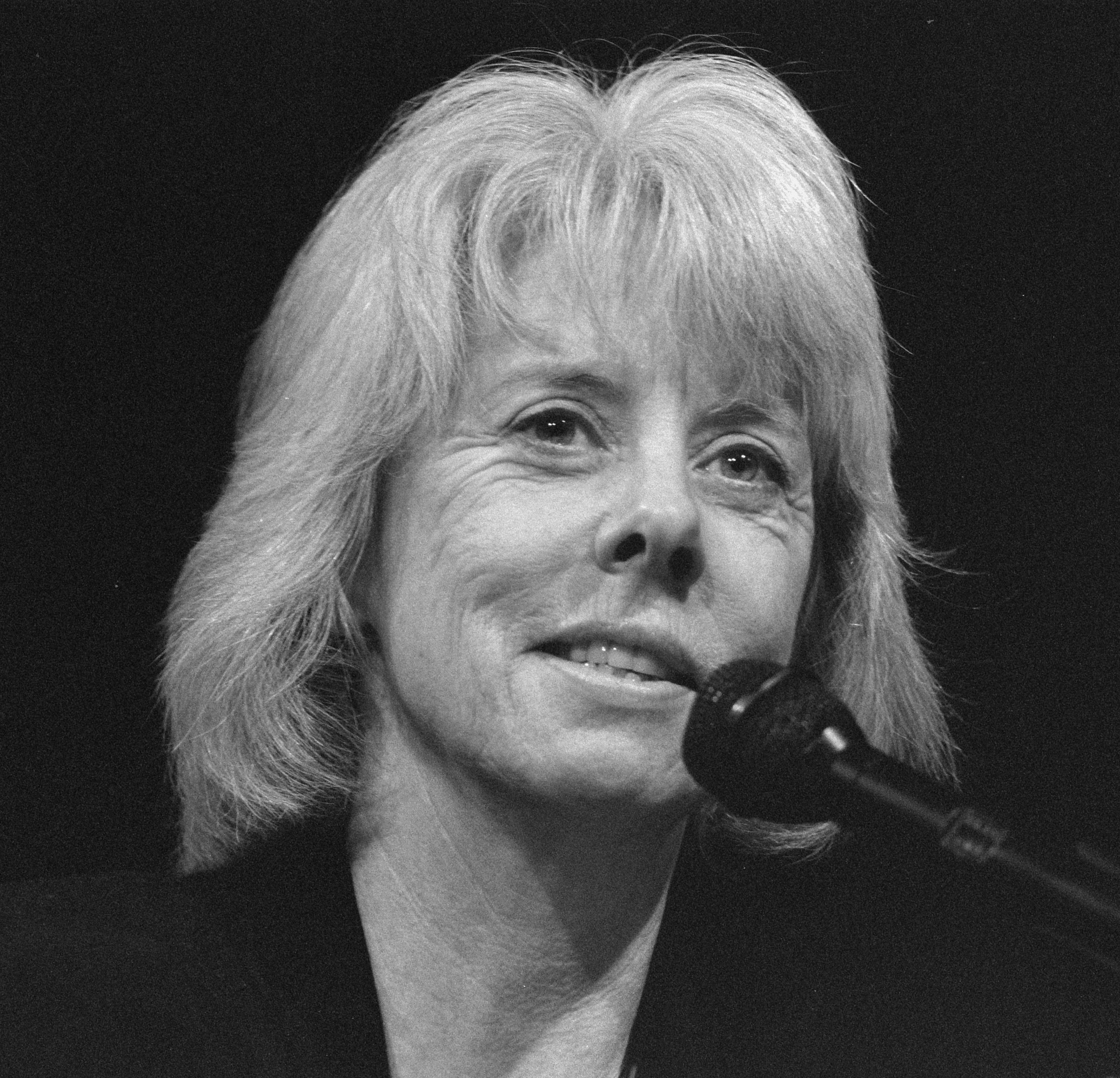
کولت داولینگ در سال ۱۹۸۹

عقده سیندرلا یک سندورم و عارضه‌ای روانی- رفتاری است که کنایه‌ای منفی‌نگرا به ساختار داستان سیندرلا است. عقده سیندرلا را نخستین بار کولت داولینگ توصیف کرده است. نویسنده کتاب بر این باور است که به رغم دستاوردهای بی‌شماری که زنان طی قرن اخیر به‌دست‌آورده‌اند به دلیل اشاعه آثاری چون سیندرلا و نظایر آن، بسیاری از دختران جوان گرفتار عقده‌ی سیندرلا هستند و از وابستگی شدید و عدم‌ اعتمادبه‌نفس، ضعف برنامه‌ریزی اقتصادی، عدم تمایل به مشارکت سیاسی و اجتماعی، ابتلا به افسردگی و تمایل به اندوه‌زدگی، رنج می‌برند. بیشتر دختران جوان آرزو دارند که روزی مردی اگر نه سوار بر اسبی سفید، دست‌کم بر پشت فرمان یک اتومبیل آخرین سیستم از راه برسد و آن‌ها را به عنوان همسر به شهر آرزوهای دست‌نیافتنی ببرد. در بررسی‌هایی که از سوی آسیب‌شناسان اجتماعی در بررسی علل آمار فزاینده طلاق به‌عمل آمده، چنین نتیجه‌گیری شده که یکی از عمده‌ترین علل طلاق، عدم‌شناخت کافی زن و مرد از یکدیگر و عدم صداقت آنان به هنگام ازدواج بوده و به‌ویژه دختران اکثراً به هنگام ازدواج دچار عقده‌ی سیندرلا بوده‌اند و با عدم شناخت کافی و بلوغ فکری به دلیل وابستگی شدید و عدم استقلال در تصمیم‌گیری و صرفاً توجه به ظواهر فریبنده، تن به ازدواج داده‌اند. 
نویسنده در کتابش این عقده یا نشانگان را ترس زنان از استقلال و تمایل ناخودآگاه برای مراقبت‌شدن توسط دیگران توصیف کرده است. گفته می‌شود با بالغ‌تر شدن فرد، این عقده نمایان‌تر می‌شود. نام این عقده از نام یک شخصیت داستانی به نام سیندرلا برگرفته شده‌است. در داستان سیندرلا، زنانگی به صورت داشتن صفاتی همچون زیبا بودن، برازندگی داشتن، مؤدب بودن، پشتیبان دیگران بودن، زحمتکش و مستقل بودن و مورد حسادت واقع شدن از سوی زنان جامعه خود توصیف شده‌است؛ و این‌ها در حالی است که شخصیت زن داستان هیچ‌گونه عامل‌بودنی از خود نداشته و قادر به تغییر وضعیت خود نیست و حتماً بایستی توسط یک نیروی بیرونی، معمولاً یک مرد (در این‌جا یک شاهزاده) نجات پیدا کند.

## نقد
این پدیده یا نشانگان، از آن‌جایی مهم می‌شود که مشاهده شده برخی زنان در روابط ناکارآمد باقی می‌مانند و توان خروج از رابطه را ندارند.

## دفاع
برخی به مفهوم وابستگی بالغ‌گونه که از سوی رونالد فیربرن مطرح شد، اشاره می‌کنند تا عدم توافق فرهنگی بر سر مفهوم وابستگی در مقابل مفهوم ایدئال استقلال جدا از دیگران را به چالش بکشند. نظریه کارول گیلیگان دربارهٔ داشتن شبکه ای از دوستان به عنوان یک هدف زن‌گرایانه (فمنیستی) به جای منتظر ماندن برای تنها یک مرد قهرمان برای نجات، به‌گونه‌ای، از گرایش عقده سیندرلا به تعریف «خود» در یک رابطه خانوادگی/شریکی، دفاع می‌کند.

## فرهنگ عامه
در سال ۱۹۵۵، اصطلاح عقده سیندرلا توسط نویسنده انگلیسی، آگاتا کریستی در داستان کارآگاهی «قتل در خواب‌گاه دانشجویی» مورد بهره‌برداری قرار گرفت. کالین مَک‌ناب، یک دانشجوی روانشناسی، عقده یا سندروم یا نشانگان سیندرلا را به همراه فرد دیگری به نام سلیا آستین به‌طور رسمی تعریف کرده و در سال ۱۹۶۰ آسبِرت سیتوِل، کمدی عقده سیندرلا را منتشر کرده‌است.
در فیلم توتسی، تری گار در انتهای فیلم و در جریان جداییش از داستین هافمن می‌گوید: «من دارم عقده سیندرلا را مطالعه می‌کنم. من می‌دانم که مسئولیت ارگاسم خودم را بر عهده دارم! بریم مهم نیست؛ تنها دوست ندارم به من دروغ گفته شود!»
در مجموعه تلویزیونی تیم پلیس! قسمت ۴ «انتقام‌جویی و پشیمانی»، جویس برادِرز از یک کفاش به نام جانی دربارهٔ نحوه درمان عقده سیندرلا مشاوره می‌گیرد: «به آنها بگو که با احساسات ناخودآگاه خود در تعامل باشند و در روند رشد با شریک زندگی خود سهیم شوند»
همچنین در مجموعه تلویزیونی " آموزش جنسی " که از شبکه نتفلیکس پخش شد، به عقده سیندرلا اشاره شده‌است.